# Civic Opera House

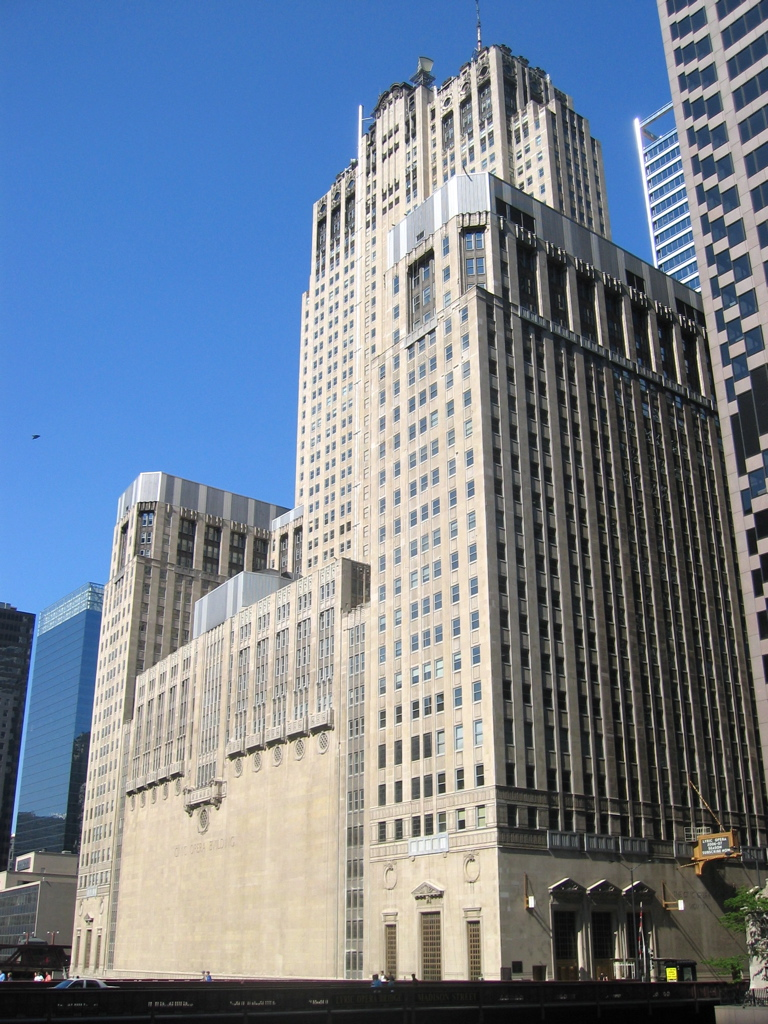
A Civic Opera House na Wacker Drive em Chicago.

A Civic Opera House (em inglês:  Casa Cívica de Ópera) é uma casa de ópera localizada em Chicago, inaugurada em 4 de novembro de 1929. A sala principal tem 3563 lugares, sendo a segunda maior casa de ópera da América do Norte, atrás somente do Metropolitan Opera em Nova Iorque. A casa foi inaugurada com uma estreia de Camille, uma ópera moderna do compositor estadunidense de apenas vinte e oito anos Hamilton Forrest, que aconteceu em 15 de julho de 1929.
O edifício serviu de modelo para o edifício usado no filme Citizen Kane de Orson Welles.
A casa sofreu renovações em 1993. As cadeiras repintadas, o carpete trocado. O projeto foi terminado em 1996.